# Джефф Гендерсон
Джефф Гендерсон (англ. Jeff Henderson; нар. 19 лютого 1989) — американський легкоатлет, що спеціалізується у стрибках у довжину, олімпійський чемпіон 2016.

## Виступи на основних міжнародних змаганнях
| Рік  | Змагання                     | Місто          | Місце | Примітки |
| ---- | ---------------------------- | -------------- | ----- | -------- |
| 2010 | Чемпіонат світу в приміщенні | Доха           | 1кв9  |          |
| 2014 | Чемпіонат світу в приміщенні | Сопот          | 1кв9  |          |
| 2015 | Панамериканські ігри         | Торонто        | 1     |          |
| 2015 | Чемпіонат світу              | Пекін          | 9     |          |
| 2016 | Чемпіонат світу в приміщенні | Портленд       | 4     |          |
| 2016 | Олімпійські ігри             | Ріо-де-Жанейро | 1     |          |
| 2017 | Чемпіонат світу              | Лондон         | 2кв7  |          |
| 2018 | Континентальний кубок        | Острава        | 3     |          |
| 2019 | Чемпіонат світу              | Доха           | 2     | [ 2 ]    |